# Sphenoraia nigra
Sphenoraia nigra là một loài bọ cánh cứng trong họ Chrysomelidae. Loài này được Wang, Li & Yang miêu tả khoa học năm 2000.